# Ensdorf (Saara)

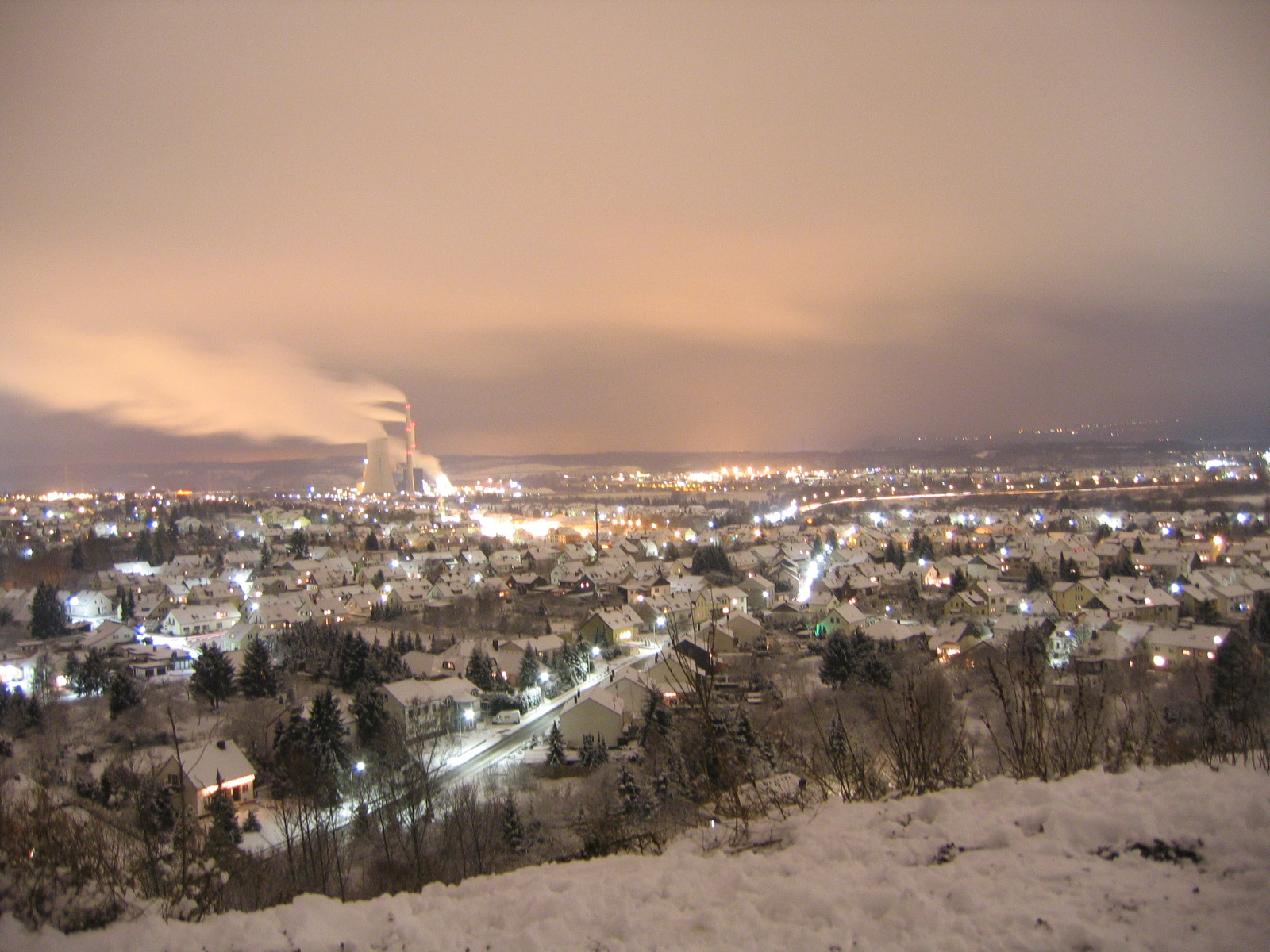
Ensdorf nocą

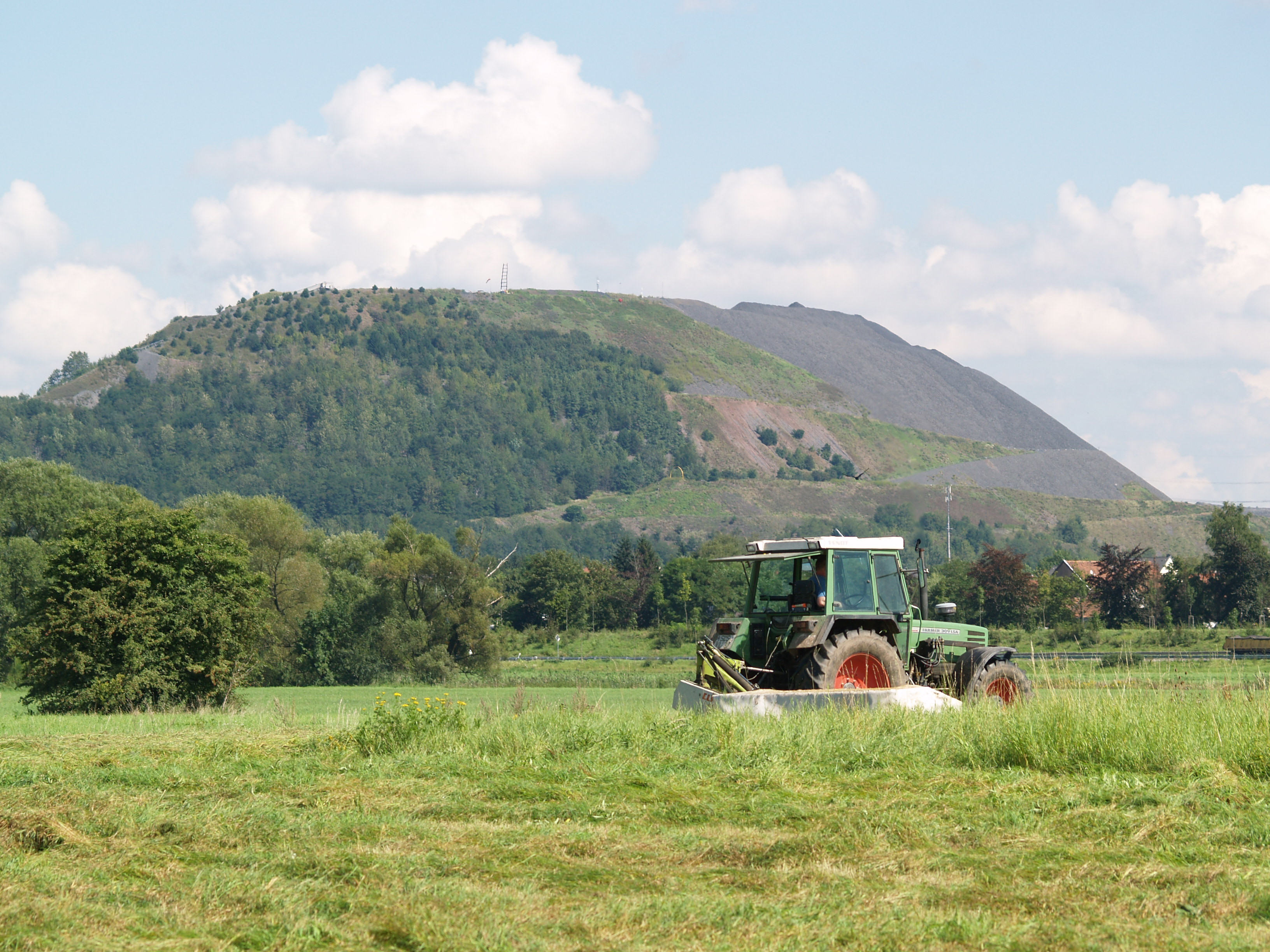
Hałda

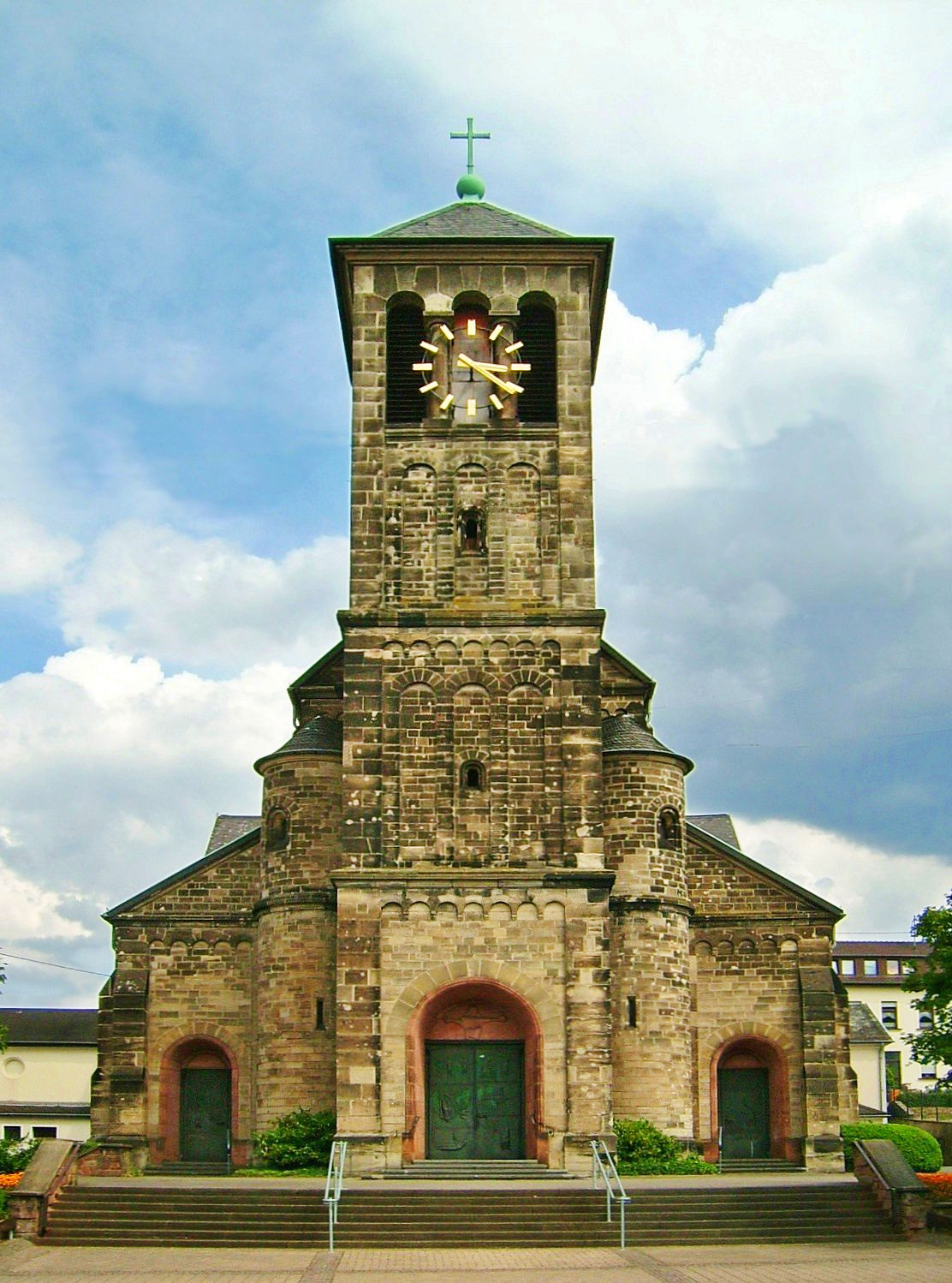
Kościół

Ensdorf – miejscowość i gmina w zachodnich Niemczech, w kraju związkowym Saara, w powiecie Saarlouis..

## Geografia
Gmina leży na prawym brzegu Saary.
Gmina ma powierzchnię 8,39 km², zamieszkuje ją 6605 osób (2010).
Bous położone jest ok. 17 km na północny zachód od Saarbrücken, ok. 182 km na południe od Kolonii i ok. 58 km na południowy wschód od Luksemburga.

## Historia
Ludzie na terenach dzisiejszej gminy osiedlili lub przemieszczali się już 2000-1000 lat p.n.e., udowodnione jest to odnalezieniem kamiennych toporków. Historycy przyjmują za datę założenia gminy 11 kwietnia 1179. Wynika to z listu papieża Aleksandra III. Poświadcza on, że na ziemiach klasztoru Wadgassen leżały Allodium Boemundi i Enstorff. Pierwsza wzmianka o dzisiejszej nazwie pochodzi z XVII wieku.
Miejscowość rozrastała się dzięki dobremu rzemiosłu, żyznym glebom oraz położeniu nad Saarą, która zapewniała pożywienie i umożliwiała łatwy transport. Z końcem XVII wieku spadło znaczenie kościoła, rozwinęło się rolnictwo i rzemiosło. Rozpoczęto wydobycie węgla oraz produkcję stali, dało to zatrudnienie wielu osobom. W tym samym czasie tereny Saary znalazły się pod okupacją francuską.
Okręg Saary pozostawał jako część Francji do 1815, następnie znalazł się w Prusach. Gmina w krótkim czasie przekształciła się z typowo rolniczej do przemysłowo-handlowej.

## Herb
Herb gminy Ensdorf został nadany 22 listopada 1964. Składa się ze srebrnego symbolu rzeki i powyżej czerwonego pola. Na czerwonym polu umieszczono lilię, poniżej skrzyżowany złoty pyrlik i żelazo, z za których wystaje srebrna błyskawica.
Srebrna fala wskazuje na położenie gminy nad Saarą i funkcję rzeki. Środkowe umieszczenie symboli górniczych i ich złoty kolor podkreśla szczególne więzi gminy z tą gałęzią gospodarki. Lilia, symbol maryjny nawiązuje do historii Ensdorf. Gmina należała do 1518 do klasztoru Wadgassen, patronem tamtejszej świątyni była Maria. Lilia symbolizuje również więzi okolicznych terenów z Francją. Kolorystyka powiązana jest z kolorami na herbach władców Lotaryngii, gmina bowiem po 1518 znalazła się pod jej panowaniem.

## Polityka

### Wójtowie
- 1956 - 1960 Josef Becker, CDU
- 1982 - 1996 Alfons Schorr, CDU
- od 1996: Thomas Hartz, CDU

### Rada gminy
Rada gminy składa się z 27 członków:
|      |         | CDU | SPD | FWG | Zieloni | Razem |
| 2004 | Miejsca | 14  | 9   | 3   | 1       | 27    |

## Współpraca
Ensdorf posiada trzy miejscowości partnerskie:
- Ensdorf, Bawaria
- Hallines, Francja
- Wizernes, Francja

## Zabytki i atrakcje
- hałda Ensdorfer Bergehalde, o wysokości ok. 100 m (ok. 380 m n.p.m.) z punktem widokowym, w 2005 na drodze na szczyt umieszczono prace Kunst auf der Halde
- kopalnia Ensdorf przy Provinzialstraße
- szyb Duhamel
  - wieża wyciągowa z 1917
  - maszynownia z 1917-1918
- sztolnia Ensdorfer Stollen, z 1833, przy Prälat-Anheier-Straße
- ratusz z 1935
- dom mieszkalny z przychodnią lekarską przy Provinzialstraße 103 z 1927, według planów Otto Zollingera
- katolicki kościół parafialny pw. NMP (St. Marien), wybudowany w latach 1863-1868 według projektów Alexander Himpler, chór z 1935 autorstwa Ludwiga Beckera i Antona Falkowskiego

## Sport
Najbardziej znanym miejscowym klubem jest klub piłki nożnej FC Ensdorf. W latach 70. i 80. XX wieku zespół występował w Oberliga Südwest. W sezonie 1973/1974 FC Ensdorf grało w Regionalliga Südwest (ówczesnej drugiej lidze), zajęło ostatnie miejsce.

## Infrastruktura

### Komunikacja
Ensdorf leży w gęsto zaludnionym terenie więc komunikacja jest bardzo dobrze rozwinięta. Przez gminę przebiega droga krajowa B51, na zachód, po drugiej stronie Saary zlokalizowano autostradę A620, aktualnie budowany jest zjazd Ensdorf.
W miejscowości zlokalizowano jeden przystanek kolejowy – Ensdorf (Saar), leży on na linii Saarstrecke (Saarbrücken–Trewir).

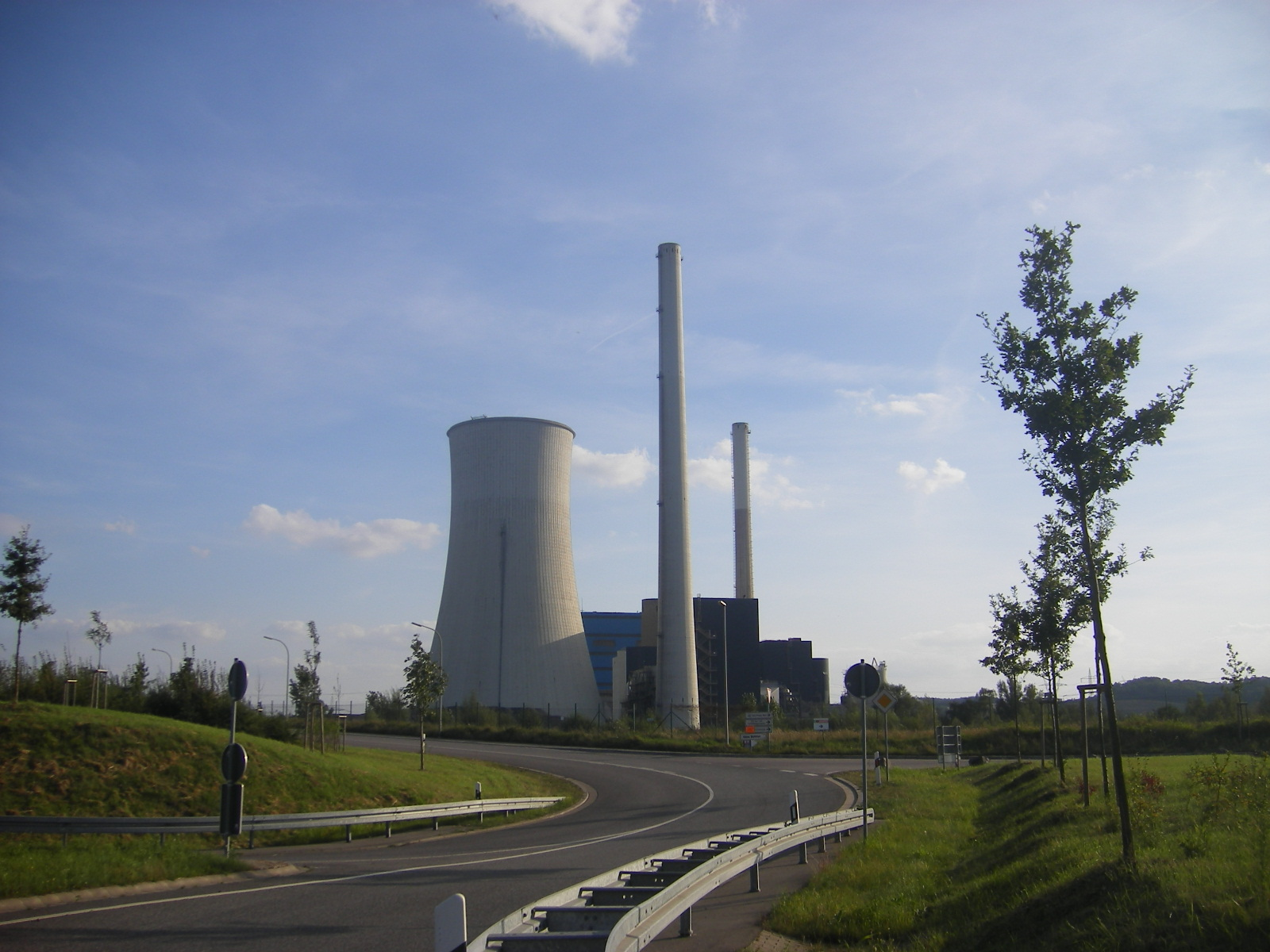
Elektrownia Ensdorf

### Przemysł
W miejscowości działała kopalnia węgla kamiennego Saar, zlikwidowana w 2012, zatrudniała ona około 4 000 pracowników i była jedną z największych kopalni w Niemczech. Rocznie wydobywanych było około 3,5 mln ton węgla. Od 2005 w związku wydobyciem występowały lekkie wstrząsy, które doprowadziły do licznych protestów mieszkańców. 23 lutego 2008 doszło do tąpnięcia, miało ono 4 stopnie w skali Richtera i w jego wyniku znacznie uszkodzono tereny wokół Saarwellingen. Wydobycie węgla zostało czasowo wstrzymane. Do 2012 wydobycie powinno zostać przeniesione do dwóch mniejszych złóż Grangeleisen i Wahlschied. Są to ostatnie pokłady węgla w Saarze.
Od 1961 w Ensdorf działa elektrownia Ensdorf, jej dwa bloki energetyczne generują 430 MW mocy.

## Osoby urodzone w Ensdorfie
- Peter Altmaier (ur. 18 czerwca 1958), polityk (CDU)
- Herbert Martin (ur. 29 sierpnia 1925), piłkarz